# Vieux-Thann
Vieux-Thann är en kommun i departementet Haut-Rhin i regionen Grand Est (tidigare regionen Alsace) i nordöstra Frankrike. Kommunen ligger i kantonen Thann som tillhör arrondissementet Thann. År 2022 hade Vieux-Thann 2 874 invånare.

## Befolkningsutveckling
Antalet invånare i kommunen Vieux-Thann
| Referens: INSEE |